# هاربيل

هاربيل هي بلدة تقع في ليبيريا علي بعد 15 ميل من ساحل المحيط الأطلسي، بلغ عدد سكان البلدة 25،309 نسمة وفقاً لإحصاء عام 2008.